# Peter Nordström
Peter Nordström, född 26 juli 1974 i Munkfors, är en svensk före detta ishockeyspelare (forward) som spelade över 500 matcher i SHL med Färjestad BK. Han har vunnit sammanlagt fem SM-guld och ett VM-guld.

## Spelarkarriär
Peter Nordström började sin hockeykarriär i IFK Munkfors, där han debuterade i A-laget som 15-åring säsongen 1989/1990 i dåvarande Division II.
Han gjorde elitseriedebut för Leksands IF säsongen 1994/95. Men redan efter tolv matcher i klubben återvände han till Munkfors som då hade avancerat till Division I. Där gjorde Nordström succé och efter säsongens slut skrev han kontrakt med Färjestad BK.
Nordström vann SM-guld med Färjestad 1997 och 1998 och blev snabbt känd för sin fina skridskoåkning, fina spelsinne samt sitt uppoffrande spel i numerärt underläge. Efter sitt andra SM-guld våren 1998 blev han uttagen till Tre kronors VM-trupp. Där spelade han en viktig roll som defensiv forward och fick sitt hittills enda VM-guld. Efter den insatsen i VM blev han listad sommaren 1998 av Boston Bruins i tredje rundan som nummer 78. Han lämnade Färjestad samma höst och for över till Boston Bruins där det dock endast blev spel i två NHL-matcher innan han skickades till farmarligan. Där spelade Nordström tretton matcher innan han återvände till Färjestads BK. Där har han sedan varit med och tagit ytterligare tre SM-guld (2002, 2006 samt 2009) och tillhört lagets absolut viktigaste spelare.
Tillsammans med Jörgen Jönsson bildar han ett fruktat försvar i numerärt underläge. Säsongen 2006/07 satte Peter Nordström ett prydligt personligt poängrekord i elitserien då han noterades för 26 mål och 29 assist = 55 poäng, vilket gav honom en tredje plats i poängligan.
På senare år var Nordström drabbad av olika skador och spelade därför färre matcher i grundserien.
I slutspelet säsongen 2008/2009 var han dock fri från skador och var en av de viktigaste spelarna när Färjestad lyckades vinna SM-guld. Nordström har därmed blivit svensk mästare fem gånger med Färjestad. Det är han, tillsammans med Jörgen Jönsson, ensam om.
Nordström lämnade Färjestad efter SM-guldet 2009, med vilka han representerade i 14 säsonger där laget lyckades nå nio SM-finaler varav fem innebar SM-guld. Säsongerna 2009 till 2011 representerade han Leksands IF i Allsvenskan.
Peter Nordström har spelat fem VM-turneringar; 1998, 1999, 2000, 2003 samt 2005. Totalt har han spelat 110 landskamper för Tre kronor.
Den 26 maj 2011 meddelade Nordström att han skulle avsluta sin karriär som ishockeyspelare på grund av skador.

## Tränarkarriär
Peter Nordström blev huvudtränare för Forshaga IF inför säsongen 2011/12. Han förde upp klubben till Hockeyettan 2013. I november 2014 skrev han kontrakt som huvudtränare med AIK i Hockeyallsvenskan. Han lämnade AIK redan i april 2015.
Han presenterades som huvudtränare för Filipstads IF i division 2 i juni 2017. Säsongen 2018/19 tränade han Nyköping Gripen. 
Han blev under våren 2019 klar som ny huvudtränare för Vimmerby Hockey i Hockeyettan inför säsongen 2019/2020.
I april 2021 blev det officiellt att Nordström blivit klar som tränare för innebandylaget Karlstad IBF.

## Meriter
- VM-Guld 1998
- VM-Silver 2003
- VM-Brons 1999
- Svensk mästare 1997, 1998, 2002, 2006, 2009
- 113 A-landskamper

## Klubbar
- IFK Munkfors 1989/94  1994/1995
- Leksands IF 1994/1995 2009/2010
- Färjestad BK 1995/1998  1998/2009
- Boston Bruins 1998/1999
- Providence Bruins 1998/1999